# Dům čp. 1043 (Praha, Staré Město)
Dům čp. 1043 je malý domek v Anežské ulici č. 4 na Starém Městě pražském. Stojí mezi domy U Zelené mřížky a U Černé růže. Je uváděn jako „nejmenší dům v Praze“ a je chráněn jako kulturní památka České republiky.
Dům byl postaven v roce 1853 podle návrhu Josefa Liebla na západním konci bývalé uličky, která spojovala ulici Řásnovka s areálem Anežského kláštera. Byl maličký, se dvěma místnostmi za sebou, v roce 1862 původní stavitel připojil i třetí místnost. Celá stavba se ale dodnes nedochovala, vstupní dveře dnes vedou do uličky vedoucí k zadnímu traktu domku. Na šířku domek měří 2,25 metru. V domku byl asi 40 let do roku 1922 nevěstinec.